# Jardí i museu botànic de Berlín-Dahlem
El Jardí i museu botànic de Berlín-Dahlem al barri de Lichterfelde a Berlín, amb la seva superfície de 43 hectàrees i una col·lecció d'unes 22.000 plantes, és el més gran d'Alemanya. Pertany a la Universitat Lliure de Berlín. El jardí i el museu reben un mig milió de visitants per any. Encara que es troba a Lichterfelde, per raons històriques generalment es parla del «Jardí de Dalhem» que es va crear a l'antiga finca reial de Dalhem.
Al darrere quart del segle xix es van fer els primers plans per a un jardí botànic i arboretum a Berlín. El projecte va ser aprovat pel parlament de Prússia el 26 de juny del 1897, però l'obra no va començar fins a agost de 1899, sota la direcció d'Adolf Engler com a botànic i Alfred Koerner. Va ser estrenat el 13 d'abril del 1903.

## Directors
- 1889-1921: Adolf Engler
- 1921-1945: Ludwig Diels
- 1945-1950: Robert Knud Pilger
- 1950-1951: Johannes Mattfeld
- 1951-1958: Erich Werdermann
- 1958-1959: Hans Melchior
- 1959-1961: Theo Eckardt
- 1961-1964: Walter Domke
- 1964-1976: Theo Eckardt
- 1976-1978: Johannes Gerloff
- 1978-2008: Werner Greuter
- 2008 … Thomas Borsch